# AGO Ao 192
Die Ago Ao 192 „Kurier“ der Firma AGO (Apparatebau GmbH Oschersleben) war ein Reiseflugzeug, das von  AGO ohne Auftrag des Reichsluftfahrtministeriums auf eigene Kosten unter der Leitung von Paul Klages entwickelt wurde. Der Tiefdecker verfügte über ein einziehbares Heckradfahrwerk mit einer Niederdruckbereifung, verstellbare Holzluftschrauben und eine Enteisungsanlage und war serienmäßig mit einer Funkanlage ausgerüstet.
Der Jungfernflug des ersten Prototyps Ao 192V1 erfolgte im Sommer 1935. Insgesamt wurden zwei Maschinen Ao 192 A (V1 und V2), eine Mustermaschine für den geplanten Serienbau, Ao 192 B, und in der Folge drei Serienmaschinen hergestellt.

Die Ao 192 nahm am Deutschland-Rundflug 1935 sowie am Luftrennen in Frankfurt-Rebstock 1939 teil.

## Technische Daten

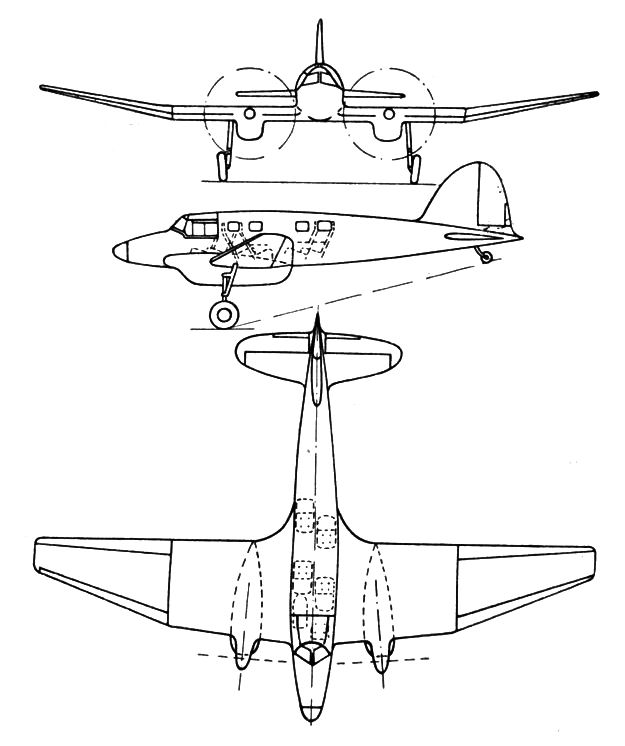
Dreiseitenriss

| Kenngröße                    | Ao 192 A                        | Ao 192 B                        |
| ---------------------------- | ------------------------------- | ------------------------------- |
| Bauart                       | freitragender Tiefdecker        | freitragender Tiefdecker        |
| Besatzung                    | 1–2                             | 1–2                             |
| Passagiere                   | 6–7                             | 6                               |
| Länge                        | 11,35 m                         | 10,98 m                         |
| Spannweite                   | 13,54 m                         | 13,54 m                         |
| Höhe                         | 3,74 m                          | 3,64 m                          |
| Flügelfläche                 | 25,04 m²                        | 25,04 m²                        |
| Flächenbelastung             | 106,20 kg/m²                    | 114,05 kg/m²                    |
| Leistungsbelastung           | 5,55 kg/PS                      | 5,30 kg/PS                      |
| Leermasse                    | 1610 kg                         | 1640 kg                         |
| Rüstmasse                    | 1760 kg                         | 1825 kg                         |
| Zuladung                     | 940 kg                          | 1035 kg                         |
| Startmasse mit max. Nutzlast | 2700 kg                         | 2860 kg                         |
| Antrieb                      | zwei Argus As 10 C              | zwei Argus As 10 E              |
| Startleistung                | je 240 PS (177 kW) bei 2000/min | je 270 PS (199 kW) bei 2300/min |
| Höchstgeschwindigkeit        | 330 km/h                        | 335 km/h                        |
| Reisegeschwindigkeit         | 282 km/h                        | 288 km/h                        |
| Landegeschwindigkeit         | 90 km/h                         | 90 km/h                         |
| Dienstgipfelhöhe             | 5200 m                          | 5200 m                          |
| Reichweite                   | 1350 km                         | 1360 km                         |
| Startstrecke auf 20 m Höhe   | 400 m                           | 390 m                           |
| Landestrecke aus 20 m Höhe   | 380 m                           | 370 m                           |